# Rubicon
Rubicon (Rubico, på italiensk Rubicone) er et gammelt latinsk navn på en lille flod nord i det nuværende Norditalien. I romertiden løb floden ud i Adriaterhavet mellem Ariminum og Caesena. Man er ikke sikker på, hvilken flod der egentlig er tale om, men det formodes at være den nuværende Pisciatello, mens det nedre løb er skiftet flere gange.

## Historisk
Floden var vigtig, fordi det efter romersk lov var forbudt for en hærfører at krydse floden med sin hær fra nord. 
Floden markerede grænsen mellem den romerske provins Gallia Cisalpina i nord og det romerske kerneområde i syd. Loven havde således til formål at sikre den romerske republik mod militære trusler fra egne styrker. 
Hærføreren Gaius Julius Cæsar gik over floden Rubicon i år 49 f.Kr. Hændelsen skal have fundet sted den 10. januar efter romersk kalender. Cæsar forfulgte Gnæus Pompejus Magnus med sin hær, men brød dermed romersk lov. Således var en militær konflikt med det romerske senat ikke til at undgå. 
Ifølge Sueton sagde Cæsar "jacta est alea" (terningen er kastet) da han havde taget beslutning om at krydse floden. 

## Elverhøj
I det danske skuespil Elverhøj af Johan Ludvig Heiberg (fra 1828) lader denne kong Christian 4. gå over Tryggevælde Å, hvorved han overskrider grænsen til Stevns Herred, hvor Ellekongen ifølge folketroen har sit rige og ikke tåler andre konger. Derfor siger kongen:
"Vel er jeg ikke Cæsar, og disse bølger ikke Rubicon, men dog jeg siger: Jacta est alea"